# تحطم طائرة إيكواتوريال إكسبرس عام 2005
تحطم طائرة إيكواتوريال إكسبرس عام 2005 هو حادث جوي وقع في 16 يوليو 2005، عندما تحطمت طائرة من طراز أنتونوف An-24 تابعة لشركة إيكواتوريال إكسبرس في أحد الجبال قرب بلدة باني في غينيا الاستوائية، ما أسفر عن مقتل جميع الركاب وأفراد الطاقم البالغ عددهم 60 شخصًا. يُعتبر هذا الحادث أسوأ كارثة طيران في تاريخ غينيا الاستوائية.

## الطائرة
الطائرة المستخدمة في هذه الرحلة كانت من طراز أنتونوف An-24، مسجلة تحت الرقم 3C-VQR، وقد قامت بأول رحلة لها في عام 1967. بدأت الطائرة العمل لصالح شركة الخطوط الجوية لغينيا الاستوائية (AGE) في فبراير 2002، بعد جلبها إلى غينيا الاستوائية. وقد أُفيد بأن الطائرة لم تخضع لفحص الصيانة الدوري بعد 1,000 ساعة طيران بعد انتقالها إلى شركة إكواتوريال إكسبريس.

## الحادث
أقلعت الرحلة من مطار مالابو الدولي في رحلة قصيرة إلى مطار باتا وعلى متنها 54 راكبًا و6 من أفراد الطاقم. وبعد دقائق قليلة من الإقلاع، انقلبت الطائرة وسقطت، وانزلقت فوق الأشجار لمسافة تقارب نصف ميل، بعد ذلك تحطمت في منطقة غابات جبلية قرب باني في تمام الساعة 10:00 مساءً. وبعد ساعة، عُثر على حطام الطائرة، وظهرت تقارير متضاربة بشأن عدد الأشخاص الذين كانوا على متنها. ووفقًا لشركة الطيران، أظهر بيان الركاب وجود 10 من أفراد الطاقم و35 راكبًا، بينما أفادت مصادر حكومية بأن الطائرة كانت تقل 60 شخصًا، بعد تقارير أولية أشارت إلى وجود 55 شخصًا على متنها. وقد تم العثور على جثث جميع الركاب والطاقم، وعددهم 60، في موقع التحطم.

## سبب الحادث
رأى شاهد ألسنة لهب تخرج من جانب الطائرة بعد وقت قصير من الإقلاع. كان سبب الحادث هو تحميل الطائرة بأوزان زائدة، إذ أن الطائرة مصممة لاستيعاب ما لا يزيد عن 48 راكبًا وطاقمًا كحد أقصى.[بحاجة لمصدر]